# シャルルマーニュの巡礼
シャルルマーニュの巡礼(Le Pèlerinage de Charlemagne、または Voyage de Charlemagne à Jérusalem et à Constantinople)は、古フランス語による武勲詩。シャルルマーニュとパラディン達による架空の冒険を取り扱っている。最古の版は1140年に作成されたと思われている。15世紀に再び作成された2種類のものも知られている。

## 概要
シャルルマーニュは、夫人に対して自分が世界で一番ハンサムな王ではないかと尋ねる。しかし、夫人がビザンツ帝国の皇帝のユーゴ（Hugo、架空の人物）の方が美しいと思う、と応えたものだからシャルルマーニュは激怒してしまう。そこで、シャルルマーニュとパラディンは巡礼に化けると、ビザンツ帝国に向けて出発する。まずはエルサレムへ行き、エルサレム総主教庁に面会する。そこで聖遺物をお土産にもらい、また皇帝の位をも受け取ることになる。帰り道、彼らはコンスタンティノープルに立ち寄るが、そこは美しく富んだ街で、窃盗や貧困のない街であった。そこでシャルルマーニュたちは、真実に美しく栄光がある地位にあるユーゴ皇帝に面会する。そして宮殿に招待されるのだが、その宮殿は一本の柱の上に立てられており、風向きが変われば回転する仕組みになっていた。
シャルルマーニュとパラディンたちはうやうやしく歓迎され、美しい部屋を割り当てられる。だが、この部屋にはユーゴ皇帝が間諜を隠していたのだった。シャルルマーニュとパラディンは呑み過ぎていたので、騒ぎ始め、自分達の並外れた能力について冗談をいいあった。オリヴィエは、一晩にユーゴ皇帝の娘と100回寝ることができると言えば、トルパンも足をそれぞれ疾走する別々の馬に乗せた状態で立ちながらリンゴをジャグリングできると主張し、他の者も同様のことを話した。だが、その翌日、これらの法螺話が暴露され、シャルルマーニュとパラディンは恥らいつつも宿舎に退くのだった。そこで、シャルルマーニュ達は聖遺物の前でお祈りをすると天使が現れ、シャルルマーニュのために助力を申し出た。
ユーゴ皇帝のもとに戻ると、シャルルマーニュは自分達の自慢していた事柄はできるのだと主張する。ユーゴ皇帝は信じなかったのだが、神の助けを借りたパラディン達は全ての試練をやり遂げる。ユーゴ皇帝は感心すると、シャルルマーニュの家臣になることを誓う。こうして帰還すると、シャルルマーニュは夫人を許し、以後はより敬虔な王となるのであった。